# Plusiodonta dimorpha
Plusiodonta dimorpha är en fjärilsart som beskrevs av Robinson 1975. Plusiodonta dimorpha ingår i släktet Plusiodonta och familjen nattflyn. Inga underarter finns listade i Catalogue of Life.